# Itokawa (planetka)
(25143) Itokawa je planetka patřící do Apollonovy skupiny a mezi křížiče dráhy Marsu. Náleží také do kategorií potenciálně nebezpečných planetek a blízkozemních objektů. V tomto století však její srážka se Zemí nehrozí; největší přiblížení k Zemi na 1,9 mil. km nastalo 26. dubna 2004, další, na vzdálenost 4,1 mil. km, se uskuteční 9. dubna 2071. Současná dráha tohoto objektu sluneční soustavou nedovoluje teoreticky bližší průlet kolem Země v budoucnosti než 0,01305 AU, tj. 1,95 mil. km.

## Objev
Planetka byla objevena v rámci programu LINEAR dne 26. září 1998 a dostala předběžné označení 1998 SF36.

## Průzkum planetky

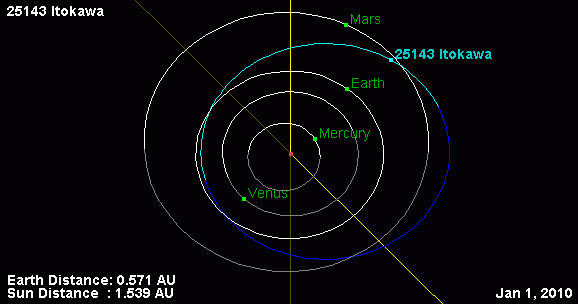
Pozice planetky vůči planetám vnitřní Sluneční soustavy

K planetce Itokawa byla vyslána sonda Hayabusa, která do její blízkosti dorazila 28. srpna 2005 a postupnými brzdicími manévry korekčním motorem začala se svým cílem vyrovnávat rychlost. Dne 12. září 2005 sonda prakticky vyrovnala rychlost s planetkou a zakotvila ve vzdálenosti 20,25±0,03 km. Odtud se nyní postupně přibližovala a dne 19. listopadu 2005 sonda úspěšně přistála na povrchu planetky. Zde se zdržela asi 30 minut, ale odběr vzorků se neuskutečnil z důvodu přechodu systémů sondy do bezpečnostního módu. Během druhého přistání 26. listopadu ve 22:07 UT sonda Hayabusa přistála podruhé a během jednominutového pobytu na povrchu se podařilo vzorky prachu z povrchu odebrat. To však bylo potvrzeno až po návratu sondy na Zemi, který byl kvůli problémům s motory odložen z roku 2007 na červen 2010, kdy návratový modul dopadl v Austrálii.
Itokawa je teprve druhou planetkou, ke které byla vyslána sonda (po planetce (433) Eros), a první, ze které byl plánován odběr vzorků.

## Povrchové útvary
Na povrchu planetky jsou zatím identifikovány a popsány tři rozsáhlejší útvary, které dostaly předběžná pracovní pojmenování, jejichž definitivní schválení Mezinárodní astronomickou unií (IAU) se teprve očekává. Jedná se o rozsáhlou protáhlou oblast o rozměrech přibližně 150 až 200 × 60 m, pokrytou jemným regolitem, která dostala jméno MUSES Mare (Moře MUSES) podle předstartovního technického označení sondy Hayabusa a menší kruhovou depresi, pravděpodobně erodovaný zbytek impaktního kráteru, o průměru asi 110 m vyplněnou též regolitem s pracovním názvem Woomera podle australského kosmodromu Woomera Missile Range, kde Japonsko provádí řadu svých kosmických experimentů. Další, jen z části zachovaný pozůstatek kráteru, dostal jméno Uchinoura Sinus podle japonského kosmodromu Učinoura (dnes Kagošima), odkud sonda Hayabusa startovala. Identifikován byl kromě řady menších balvanů také velký úlomek skály o rozměrech 15 × 40 m.

## Fyzikální vlastnosti
Podle spektrálních měření patří Itokawa do třídy planetek typu S, tedy převážně složených z křemičitanových hornin. Již radiolokační měření, uskutečněná obřím radioteleskopem v Goldstone (Kalifornie, USA), ukázala, že má velmi protáhlý tvar a nepravidelně rotuje s periodou 12,12 hodiny. Japonská kosmická sonda Hayabusa tato pozorování potvrdila. Na základě jejich snímků je nyní zřejmé, že se jedná o tzv. kontaktní binární planetku (dvojplanetku), jejíž dvě části jsou drženy pohromadě slabou gravitační přitažlivostí.

## Geologické vlastnosti

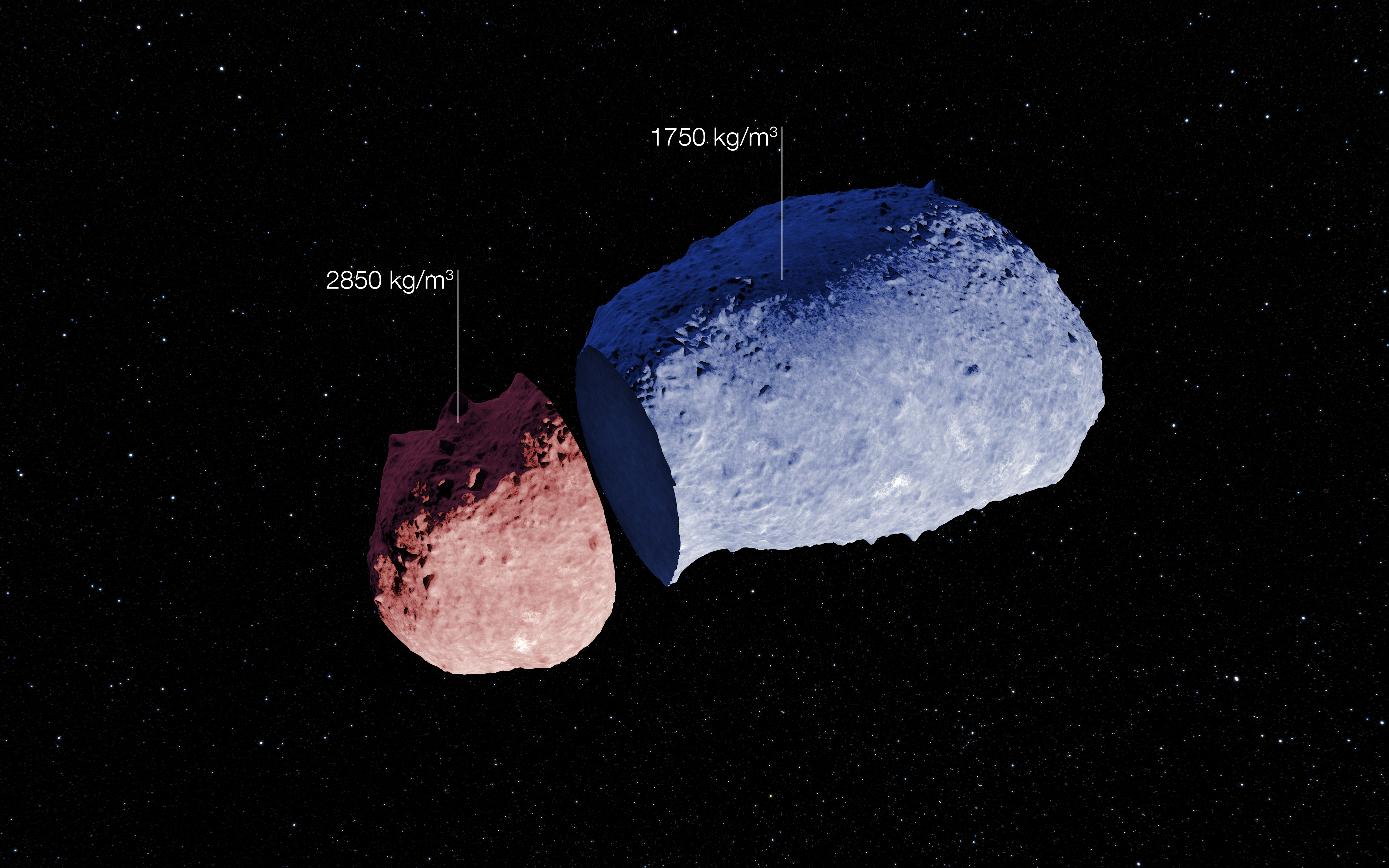
Schéma planetky Itokawa: skládá se ze dvou částí s rozdílnými vlastnostmi

Rozdílnost povrchových útvarů planetky Itokawy pozorovaná na snímcích vyvrátila předešlý teoretický předpoklad, že blízkozemní planetky jsou geologicky homogenní. Na povrchu se nalézá mnoho skalních úlomků značné velikosti, přičemž některé oblasti nejsou pokryty regolitem a je tak patrný nezvětralý povrch. Všechny předešlé zkoumané planetky byly pokryty silnou vrstvou regolitu a povrch planetky Itokawa se tak nepodobá ničemu, co jsme dosud mohli spatřit. Díky spektrometrickým pozorováním míst, ze kterých budou v následujícím období odebrány vzorky, bude možné po dokončení analýzy jejich geochemického složení přiřadit danému chemickému složení příslušné spektrum pro dálkové měření. To by mělo pomoci objasnit vztah mezi planetkami spektrální třídy S a běžnými chondrity (třída meteoritů). Navíc se od analýz vzorků očekávají další informace, které by měly pomoci při výzkumu zvětrávání na tělesech bez atmosféry. Pomocí laserového výškoměru a optických kamer spolu s měřením pohybů sondy Hayabusa z pozemních stanic byla určena hustota planetky na 2,3 ± 0,3 g/cm³. To je o něco méně, než hustota skalních úlomků na povrchu planetky i hustota ostatních planetek třídy S. To by mohlo znamenat, že vnitřní struktura je značně nekompaktní a porézní.

## Původ jména
Planetka byla pojmenována po japonském průkopníku raketové techniky a kosmonautiky prof. Hideo Itokawovi, dlouholetém řediteli Ústavu leteckých a kosmických věd v Samigahaře.